# Italie aux Jeux olympiques d'hiver de 1994
Cet article contient des informations sur la participation et les résultats de l'Italie aux Jeux olympiques d'hiver de 1994 à Lillehammer en Norvège.
Emmenée par la skieuse Deborah Compagnoni, la délégation italienne a participé à Lillehammer à ses 
dix-septième Jeux d'hiver.
Les 104 athlètes se sont placés au quatrième rang du classement des nations en remportant vingt médailles (sept d'or, cinq d'argent et huit de bronze).

## Liste des médaillés italiens

### Médailles d'or
| Sport              | Discipline            | Sportifs                                                                    | Performance       |
| Médailles d'or : 7 |                       |                                                                             |                   |
| Luge               | Solo (F)              | Gerda Weissensteiner                                                        | 3 min 15 s 517    |
| Luge               | Duo (H)               | Kurt Brugger Wilfried Huber                                                 | 1 min 36 s 720    |
| Short-track        | Relais 5 000 m (H)    | Maurizio Carnino Diego Cattani Orazio Fagone Hugo Herrnhof Mirko Vuillermin | 7 min 11 s 74     |
| Ski de fond        | Relais 4 × 10 km (H)  | Maurilio De Zolt Marco Albarello Giorgio Vanzetta Silvio Fauner             | 1 h 41 min 15 s 0 |
| Ski de fond        | 15 km Style libre (F) | Manuela Di Centa                                                            | 39 min 44 s 5     |
| Ski de fond        | 30 km Style libre (F) | Manuela Di Centa                                                            | 1 h 25 min 41 s 6 |
| Ski alpin          | Slalom géant (F)      | Deborah Compagnoni                                                          | 2 min 30 s 97     |

### Médailles d'argent
| Sport                  | Discipline               | Sportifs                     | Performance    |
| Médailles d'argent : 5 |                          |                              |                |
| Luge                   | Duo (H)                  | Hansjörg Raffl Norbert Huber | 1 min 36 s 769 |
| Short-track            | 500 m (H)                | Mirko Vuillermin             | 43 s 47        |
| Ski de fond            | 5 km Style classique (F) | Manuela Di Centa             | 14 min 28 s 3  |
| Ski de fond            | 10 km Poursuite (F)      | Manuela Di Centa             | 41 min 46 s 4  |
| Ski alpin              | Slalom spécial (H)       | Alberto Tomba                | 2 min 02 s 17  |

### Médailles de bronze
| Sport                   | Discipline            | Sportifs                                                           | Performance       |
| Médailles de bronze : 8 |                       |                                                                    |                   |
| Bobsleigh               | Bob à deux (H)        | Günther Huber Stefano Ticci                                        |                   |
| Luge                    | Solo (H)              | Armin Zöggeler                                                     | 3 min 21 s 833    |
| Ski de fond             | 10 km Style libre (H) | Marco Albarello                                                    | 24 min 42 s 3     |
| Ski de fond             | 15 km Poursuite (H)   | Silvio Fauner                                                      | 1 h 01 min 48 s 8 |
| Ski de fond             | 10 km Poursuite (F)   | Stefania Belmondo                                                  | 42 min 21 s 1     |
| Ski de fond             | Relais 4 × 5 km (F)   | Bice Vanzetta Manuela Di Centa Gabriella Paruzzi Stefania Belmondo | 58 min 42 s 6     |
| Ski alpin               | Descente (F)          | Isolde Kostner                                                     | 1 min 36 s 85     |
| Ski alpin               | Super G (F)           | Isolde Kostner                                                     | 1 min 22 s 45     |

## Sources
- (en) Cet article est partiellement ou en totalité issu de l’article de Wikipédia en anglais intitulé « Italy at the 1994 Winter Olympics » (voir la liste des auteurs).